# Jürgen Hainz
Jürgen Hainz (* 11. Oktober 1950 in Meißen; † 14. Januar 1972 in Wernigerode) war ein Todesopfer an der innerdeutschen Grenze.

## Leben
Der in Krostitz lebende Transportarbeiter Jürgen Hainz versuchte in der Nacht vom 14. zum 15. Juni 1971, bei Elend die innerdeutsche Grenze zu überqueren. Dabei wurde er von zwei Posten gestellt. Weil er auf einen Warnschuss nicht reagierte, wurde er durch den Unteroffizier Peter L. angeschossen und schwer verletzt. Er wurde daraufhin in das Kreiskrankenhaus Wernigerode gebracht. Dort stellten die Ärzte fest, dass Jürgen Hainz vom siebten Brustwirbel an gelähmt bleiben würde. Das Geschoss hatte sein Rückenmark verletzt. Er lag sieben Monate im Krankenhaus, bis er am 14. Januar 1972 an einer Lungenentzündung starb.
Der Schütze wurde am 6. Mai 1997 vom Landgericht Berlin zu einem Jahr und neun Monaten Freiheitsstrafe auf Bewährung verurteilt.